# Arthur Cabral
Arthur Cabral (Campina Grande, 1998. április 25. –) brazil korosztályos válogatott labdarúgó, a portugál Benfica csatárja.

## Pályafutása

### Ceará
Arthur Cabral a brazíliai Campina Grande városában született. 2014-ben mutatkozott be a Ceará ifjúsági csapatában. 2015. július 22-én debütált először a klub színeiben, csereként lépett pályára és az utolsó pillanatban rúgott góljával a Tupi ellen 2–1-re nyerték meg a mérkőzést.
2015 októberében Cabral kölcsönjátékosként Palmeiras ifjúsági csapatához került. A következő évben visszatért a Cearához, ahol az U20-as keret tagjaként szerepelt. A 2017-es szezont már a klub felnőtt csapatában kezdte. 
Cabral 16 mérkőzésen 4 góllal járult hozzá a klub első osztályba való feljutásában. 2018. március 7-én gólt szerzett a Ferroviário-CE ellen 3–0-ra megnyert találkozón.

### Palmeiras
2018. november 30-án Cabral 5 millió brazil real ellenében a Palmeiras együtteséhez igazolt. A klubnál 3 mérkőzésen lépett pályára, és egy gólt rúgott.

### Basel
2019. szeptember 30-án kölcsönjátékosként a svájci első osztályban szereplő Basel csapatához csatlakozott. Cabral először a svájci kupa 2019. szeptember 15-ei, Meyrin elleni mérkőzésén debütált, ahol csereként a 74. percben lépett pályára. Első liga mérkőzése a szeptember 22-ei Young Boys elleni 1–1-es döntetlen volt. Első gólját a szeptember 25-ei, Zürich ellen 4–0-ra megnyert találkozón lőtte.
2020. június 29-én hároméves szerződést kötött a svájci klubbal. Cabral a 2021. augusztus 8-ai, Servette elleni mérkőzésen négy gólt rúgott, amelyet a klub így 5–1-re megnyert. A 2021. augusztus 19-ei, Hammarby elleni Konferencia Liga mérkőzésen mesterhármast lőtt.

### Fiorentina
2022. január 29-én a Serie A-ban szereplő Friorentinához szerződött. Február 5-én, a Lazio elleni mérkőzésen debütált. Első gólját február 26-án, a Sassuolo ellen 2–1-re elvesztett találkozón szerezte.

### A válogatottban
Cabral 2019-ben mutatkozott be a brazil U23-as válogatottban.
2021 októberében a brazil válogatott cserejátékosa volt, a 2022-es világbajnokság selejtező mérkőzései alatt.

## Statisztikák
2023. február 23. szerint
| Klub                  | Szezon   | Osztály            | Bajnokság | Bajnokság | Kupa  | Kupa | Nemzetközi | Nemzetközi | Összesen | Összesen |
| Klub                  | Szezon   | Osztály            | Meccs     | Gól       | Meccs | Gól  | Meccs      | Gól        | Meccs    | Gól      |
| --------------------- | -------- | ------------------ | --------- | --------- | ----- | ---- | ---------- | ---------- | -------- | -------- |
| Ceará                 | 2017     | Série B            | 17        | 4         | 1     | 1    | —          | —          | 18       | 5        |
| Ceará                 | 2018     | Série A            | 40        | 18        | 7     | 6    | —          | —          | 47       | 24       |
| Ceará                 | Összesen | Összesen           | 57        | 22        | 8     | 7    | 0          | 0          | 65       | 29       |
| Palmeiras             | 2019     | Série A            | 3         | 1         | 1     | 0    | 1          | 0          | 5        | 1        |
| FC Basel (kölcsönben) | 2019–20  | Swiss Super League | 26        | 14        | 2     | 2    | 11         | 2          | 39       | 18       |
| FC Basel              | 2020–21  | Swiss Super League | 33        | 18        | 0     | 0    | 3          | 2          | 36       | 20       |
| FC Basel              | 2021–22  | Swiss Super League | 18        | 14        | 1     | 0    | 12         | 13         | 31       | 27       |
| FC Basel              | Összesen | Összesen           | 77        | 46        | 3     | 2    | 26         | 17         | 106      | 65       |
| Fiorentina            | 2021–22  | Serie A            | 14        | 2         | 2     | 0    | —          | —          | 16       | 2        |
| Fiorentina            | 2022–23  | Serie A            | 18        | 4         | 1     | 0    | 9          | 5          | 28       | 9        |
| Fiorentina            | Összesen | Összesen           | 32        | 6         | 3     | 0    | 9          | 5          | 44       | 11       |
| Összesen              | Összesen | Összesen           | 169       | 75        | 15    | 9    | 36         | 22         | 220      | 106      |

## Sikerei, díjai
Ceará
- Campeonato Cearense
  - Bajnok (2): 2017, 2018